# Leżajsk
Leżajsk là một thị trấn thuộc huyện Leżajski, tỉnh Podkarpackie ở đông-nam Ba Lan. Thị trấn có diện tích 21 km². Đến ngày 1 tháng 1 năm 2011, dân số của thị trấn là 14126 người và mật độ 686 người/km².